# Stheneboea bifoliata
Stheneboea bifoliata är en insektsart som först beskrevs av Haan 1842.  Stheneboea bifoliata ingår i släktet Stheneboea och familjen Phasmatidae. Inga underarter finns listade i Catalogue of Life.